# Miziya Peak
Der Miziya Peak (englisch; bulgarisch връх Мизия wrach Misija) ist ein 604 m hoher Berg auf der Livingston-Insel im Archipel der Südlichen Shetlandinseln. Er ist der höchste Gipfel der Vidin Heights und ragt 5,5 km nordöstlich der Gleaner Heights, 4,3 km nordnordöstlich des Leslie Hill, 7,6 km nördlich bis westlich des Sliven Peak und 9,4 km nördlich bis östlich des Mount Bowles auf. Der Kaliakra-Gletscher liegt südlich und südöstlich von ihm.
Die bulgarische Kommission für Antarktische Geographische Namen benannte ihn 2004 nach der Stadt Misija im Nordosten Bulgariens.